# Morten Wittrock
Morten Wittrock (født 17. januar 1971) er en dansk pianist, sanger, komponist og producer.
Morten Wittrock har blandt andet skrevet sange til og arbejdet med en lang række danske kunstnere.
Som producer er Morten Wittrock 2 gange blevet nomineret til en Danish Music Awards.
Morten Wittrock modtog America's Old-Time Country Music Hall Of Famepris: Årets Rockabilly Album i USA. I 2015. Hvor blandt andet "Cowboy" Jack Clement medvirker.
I 2015 udgav han i samarbejde med Den Skaldede Kok bestseller kogebogen "Rock `N´ Roll Kogebogen",
Morten Wittrock skrev musikken og var producer på Sangen "Big Easy" med Nina Massara. Som FOX brugte til tv-serien Lethal Weapon (Dødbringende våben).